# 聖紫花 (小惑星)
聖紫花（せいしか、10226 Seishika）は、小惑星帯に位置する小惑星。
1997年11月、小林隆男が群馬県大泉町で発見した。

## 名称
沖縄県の八重山諸島にのみ分布するツツジ科ツツジ属の植物・セイシカ（聖紫花、Rhododendron ellipticum）に因む。山中で薄紫色の花を咲かせるセイシカは「幻の花」と呼ばれ、命名文には絶滅危惧種（endangered）であることが記されている。なお、セイシカは「西施花」「青紫花」と表記されることもある。
この名称は、八重山星の会と石垣島天文台によって提案された。2003年5月の小惑星回報（MPC 48390）で、(10179) 石垣 と同時に命名が公表された。

## 註
1. 1 2  MPC 48390（2003年5月1日）
2. 1 2 3  宮地竹史「星の聖紫花」 - 琉球新報（2006年10月26日）